# Juan de Palos
Fray Juan de Palos O.F.M. (Palos de la Frontera, Huelva; ¿? - Florida; 21 de marzo de 1527) fue un franciscano lego, evangelizador de América.

## Biografía
Fue el último evangelizador incorporado a la expedición encabezada por Fray Martín de Valencia, en 1524, con destino a México, pocos años después de la conquista del imperio  azteca por Hernán Cortés. El palermo había sido portero en la Casa Grande de Sevilla, donde muy probablemente había profesado. Los llamados "Doce Apóstoles de México" pertenecían a la orden de Frailes Menores de la Observancia, y fueron ellos quienes comenzaron la evangelización de la Nueva España.
Desde Sevilla se trasladó con sus once compañeros a Sanlúcar de Barrameda, y el 25 de enero se embarcaron. El 3 de marzo llegaron a Puerto Rico, desde donde partieron para Santo Domingo el día 13. A finales de abril estaban en Cuba, y a los pocos días llegaron a San Juan de Ulúa, primera tierra mexicana, desde donde se dirigieron a pie hasta México.
Fray Juan poseía buenas dotes para la predicación, lo que demostró  enseñando el Evangelio a los indios en lengua mexicana. Los Doce se dividieron para predicar en cuatro zonas: Texcoco, Tlaxcala, Huexotzingo y México. Muy pronto los franciscanos se sintieron atraídos por la Florida, hacia donde viajó Juan de Palos  en la expedición capitaneada por Pánfilo de Narváez. No fue nada fácil la evangelización en estas nuevas tierras, debido a la belicosidad de sus habitantes y la insalubridad de la zona. Fray Juan murió en la Florida el 21 de marzo de 1527.